# فارح معلم
فارح معلم محمد (بالصومالية: Faarax Macalin Maxamed)‏ سياسي كيني من أصل صومالي شغل منصب نائب رئيس البرلمان عن دائرة لاجديرا في الفترة ما بين عامي 1992 و1997 وشغل المنصب مرة أخرى في الفترة ما بين 2007 و2013، ويشغل من 2022 مقعدا في البرلمان عن دائرة داداب، وهو محام في المحكمة العليا في كينيا.

## خلفية تاريخية
ينحدر فارح من عائلة صومالية، تلقى تعليمه في مدرسة ماسينو، وحصل على الماجستير في دراسات التنمية من مركز MSTCDC ودرس القانون في جامعة نيروبي، قبل التحاقه بكلية الحقوق في كينيا. انضم فارح إلى الحزب السياسي لحركة ممسحة الديمقراطية، وانتخب لتمثيل دائرة لاغديرا في الجمعية الوطنية الكينية في برلمان كينيا.
في نوفمبر 2012 قاد فارح معلم مجموعة من النواب اتهموا الجنود الكينيين بإثارة العنف واستخدام القوة المفرطة خلال عملية أمنية في غاريسا، وهدد أعضاء مجلس النواب بإحالة القضية إلى محكمة العدل الدولية في حال عدم تقديم الجناة إلى العدالة. وأشار معلم إلى أن نشر الجنود كان غير دستوري ولم يتلق الموافقة البرلمانية المطلوبة، مؤكدا أن الهيجان الذي أعقب العملية كلف رواد الأعمال في غاريسا خسائر تتراوح بين 1.5 مليار شلن إلى ملياري شلن.
في انتخابات 2013 ترشح فارح معلم لشغل مقعد في مجلس الشيوخ في مقاطعة غاريسا إلا أن منافسه محمد يوسف حاجي فاز بالمقعد.
في انتخابات عام 2022 انتُخب فارح معلم نائباً عن دائرة داداب بفوز ساحق على منافسه عبد الخير عبد الله دوبو.